# Canción sin nombre
Canción sin nombre és una pel·lícula peruana dramàtica de 2019 dirigida per Melina León, el seu primer llargmetratge. Va ser seleccionada per a ser exhibida en la secció Quinzena dels Realitzadors del 72è Festival Internacional de Cinema de Canes.
La pel·lícula va ser seleccionada per a representar al Perú en la categoria de «millor pel·lícula internacional» de la 93a edició dels Premis Oscar i nominada al Goya a la millor pel·lícula estrangera de parla hispana.
Al gener de 2021 Netflix va anunciar que inclouria la pel·lícula dins del seu catàleg.

## Sinopsi
El jove periodista de Lima i homosexual Pedro Campos (Tommy Párraga) investiga la misteriosa desaparició del bebè nounat de la jove d'Ayacucho Georgina Condori (Pamela Mendoza Arpi) que migra a Lima a causa del terrorisme que assota la seva terra natal.
Georgina cerca ajuda en la comissaria i al Palacio de Justícia sense trobar-la, fins a arribar a les oficines d'un periòdic local on Campos pren el seu cas. Les escenes superposen les portades de periòdics locals a les situacions quotidianes viscudes durant el terrorisme, com ara la violència, la crisi econòmica i social, la migració del camp a la ciutat, etc.

## Repartiment
- Pamela Mendoza
- Tommy Párraga
- Lucio Rojas
- Maykol Hernández
- Lidia Quispe

## Producció
La pel·lícula està ambientada en la dècada de 1980 durant el Conflicte armat peruà i tracta del context del robatori de nens.
El guió va ser coescrito per la directora Melina León i l'estatunidenc Michael J. White.

## Festivals
- 2019: 72è Festival Internacional de Cinema de Canes[9]
- 2019: Festival de Cinema de Sídney[7]
- 2019: Festival Internacional de Nova Zelanda[10]
- 2019: Festival de Cinema de Múnic[7][11]

## Premis
- Guanyadora a la Millor Pel·lícula i Millor Fotografia al Festival Internacional d'Estocolm[12]
- Guanyadora del Colón d'Or al Festival de Cinema Iberoamericà de Huelva[13]
- Guanyadora del Premi Noves Veus/Noves Visions al Festival de Cinema de Palm Springs (California)[14]
- Guanyadora del Premi del Público al FICUNAM Festival Internacional de Cinema UNAM de Mèxic[15]
- Guanyadora del Premi Col·lateral Universitat de l'Havana al Festival de Cinema de l'Havana de Cuba[16]
- Guanyadora del Premi a la Millor Opera Prima i del Premi del Jurat Jove en el REC Festival Internacional de Cinema de Tarragona[17]